# Orden, onderscheidingen en medailles van Abchazië

Held van Abchazië

Orden, onderscheidingen en medailles van Abchazië zijn een aantal onderscheidingen van de feitelijk van Georgië afgescheiden en door Rusland bezette Republiek Abchazië. Deze kunnen worden toegekend aan zowel burgers van Abchazië als buitenlandse staatsburgers.

## Onderscheidingen
De eerste drie onderscheidingen werden met een decreet van de Hoge Raad van de Republiek Abchazië op 4 december 1992 ingesteld. In 2002 volgde een nieuwe orde, de hoogste van Abchazië.
- Held van Abchazië (1992) - de hoogste titel van Abchazië.
- Orde van Eer en Glorie (2002) - de hoogste orde van Abchazië en kent drie klassen.
- Orde van Leon (1992)
- Orde voor Moed
- Medaille voor Moed (1992)